# フリードリヒ・ハートイェンシュタイン
フリードリヒ "フリッツ" ハートイェンシュタイン（Friedrich  "Fritz"  Hartjenstein、1905年7月3日 - 1954年10月24日）は、ナチス・ドイツの強制収容所の看守。親衛隊の隊員であり、最終階級は親衛隊中佐（SS-Obersturmbannführer）。

## 略歴
パイネ（Peine）出身。10歳まで教育を受けた後、肉体労働をして働いた。1926年からドイツ陸軍に入隊した。予備役の上級曹長（Oberfeldwebel）まで昇進した。1939年に親衛隊髑髏部隊に入隊。ザクセンハウゼン強制収容所の看守をしていたが、やがて第3SS装甲師団「トーテンコプフ」に異動となった。デミヤンスク包囲戦で負傷したため、強制収容所看守に戻り、1942年夏からアウシュヴィッツ強制収容所に勤務した。1943年11月22日から1944年5月8日までアウシュヴィッツ＝ビルケナウ強制収容所のビルケナウ収容所所長を務めた。この職をヨーゼフ・クラーマーと交代したのち、1944年5月から1945年2月までナッツヴァイラー強制収容所の所長を務めた。
戦後、イギリス軍に逮捕されてイギリス軍事法廷にかけられ、終身刑判決を受けた。しかしフランスのレジスタンス活動家殺害の廉でフランス軍事法廷にかけられ、1954年7月2日に死刑を宣告された。死刑執行の前に1954年にパリの監獄で心筋梗塞により死去した。

## 文献
- Karin Orth著『Die Konzentrationslager-SS. Sozialstrukturelle Analysen und biographische Studien.』ungek. Ausg. München 2004, ISBN 3-423-34085-1 （ドイツ語）
- アウシュヴィッツ＝ビルケナウ国立博物館『Auschwitz in den Augen der SS.』Oświęcim 1998, ISBN 83-85047-35-2（ドイツ語）
- Tom Segev著『Die Soldaten des Bösen. Zur Geschichte der KZ-Kommandanten』 Rowohlt, Reinbek bei Hamburg 1995, ISBN 3-499-18826-0.（ドイツ語）
- Ernst Klee著『Das Personenlexikon zum Dritten Reich: Wer war was vor und nach 1945.』Fischer-Taschenbuch-Verlag, Frankfurt am Main 2005, ISBN 3-596-16048-0.（ドイツ語）